# Pierre de Corneillan
Pierre de Corneillan (... – 24 agosto 1355) è stato Gran Priore di Saint-Gilles e Gran Maestro dell'Ordine di Malta a Rodi dal 1353 al 1355.
De Corneillan trascorse gran parte del suo breve periodo di governo (18 mesi) resistendo valorosamente alle intenzioni di papa Innocenzo VI, che aveva tentato di spostare la sede dell'Ordine da Rodi, in un altro punto più vicino alla Palestina e ai possedimenti dei mamelucchi. Il suo sarcofago in marmo è conservato nell'entrata principale del Museo archeologico di Rodi mentre la lastra superiore è conservata nel Museo di Cluny.